# Kümmelblättchen

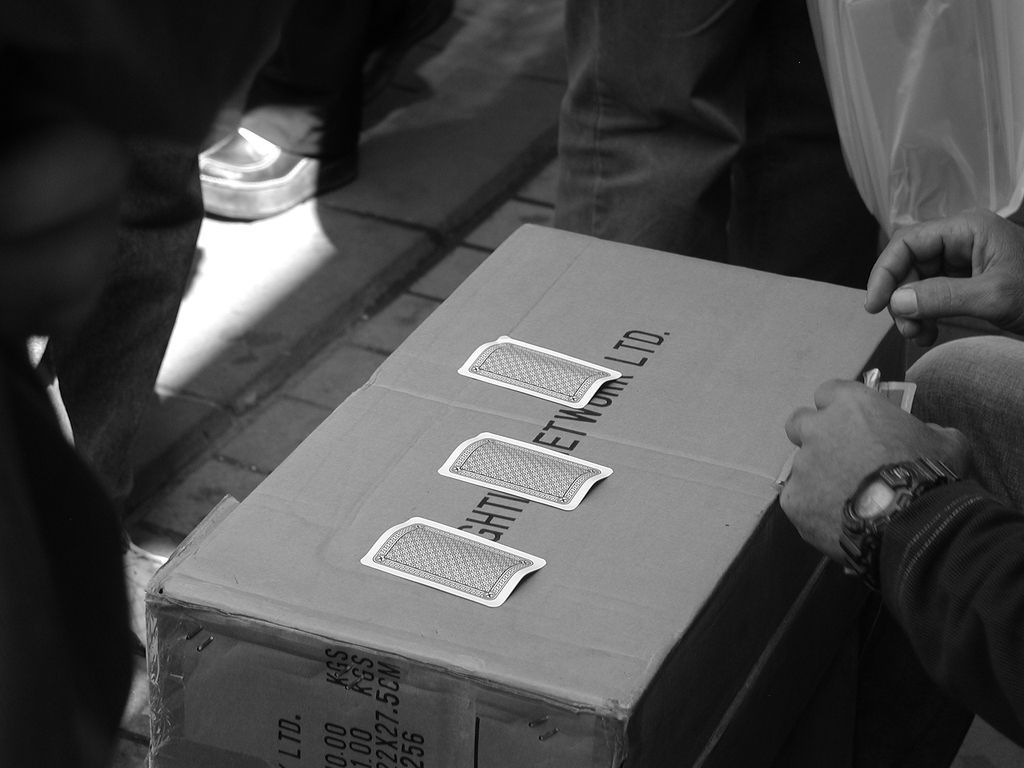
„Dreiblatt“ in Jaffa, Israel

Das Kümmelblättchen, eigentlich Gimelblättchen, ist ein weit verbreitetes Betrugsspiel. 

## Namen des Spiels
Die Bezeichnung des Spieles rührt nicht vom Gewürz Kümmel her, sondern von „Gimel“ (ג), dem dritten Buchstaben des hebräischen Alphabets, der gleichbedeutend mit dem Zahlzeichen für drei ist, der Name bedeutet somit so viel wie Dreiblatt („Dreiblatt“ ist jedoch eine andere Bezeichnung für das Kartenspiel Tippen). 
Weitere Namen sind Bauernschreck oder Die Rote gewinnt – unter diesen Namen findet sich das Gimelblättchen auf der Liste verbotener Spiele des k.u.k. Justizministeriums von 1904.
Außerhalb des deutschen Sprachraumes heißt das „Spiel“: Three Card Monte (USA, abgeleitet von dem in Mexiko verbreiteten Kartenspiel Monte Bank), Find the Lady (England) oder Bonneteau (Frankreich).

## Ablauf des Spiels
Am Spiel nehmen zwei Personen teil, der Geber oder „Werfer“ und der Spieler oder „Setzer“. Gespielt wird mit drei Spielkarten, von denen zwei die gleiche Farbe haben – meistens schwarz, speziell die beiden schwarzen Asse – dies sind die „Verlustkarten“. Die dritte Karte ist die sogenannte „Trumpfkarte“ oder „Gewinnkarte“ – häufig das Herz-Ass oder die Herz-Dame, daher auch der englische Name des Spiels: Find the Lady. 
Der Geber hält mit Daumen und Zeigefingerspitzen in jeder Hand eine Verlustkarte und zeigt sie dem Spieler. Dann nimmt er mit Mittelfinger und Daumenspitze einer Hand die Gewinnkarte auf und zeigt sie ebenfalls dem Spieler. Nun wirft er die Gewinnkarte auf den Tisch, die beiden Verlustkarten neben sie und beginnt sie schnell zu verschieben, sodass sie ihre Plätze tauschen.
Hiernach wird der Spieler aufgefordert, auf die Gewinnkarte zu tippen, wofür er aber einen Geldbetrag setzen muss, den er doppelt zurückerhält, wenn er richtig liegt.
Dieses Verfahren wird einige Zeit lang angewendet, um den Spieler wagemutiger zu machen. Wenn er höhere Einsätze wagt, wendet der Geber unterschiedliche Techniken an, um die Position der Gewinnkarte zu beeinflussen. Man spricht davon, dass er „scharf wirft“. Der Spieler ist jetzt nicht mehr in der Lage, die richtige Position der Gewinnkarte auszumachen und verliert. Deshalb wird Kümmelblättchen rechtlich nicht als Glücksspiel, sondern als Betrug angesehen.
Meist arbeitet der Geber mit mehreren Leuten zusammen:
- Spitzel warnen den Geber frühzeitig vor den Ordnungshütern,
- Lockvögel tätigen Einsätze und zeigen so dem wirklichen Opfer, wie leicht das Spiel scheinbar zu gewinnen ist, oder tippen absichtlich falsch, obwohl die Position offensichtlich ist, um potenzielle Spieler zu motivieren.
- Muskelmänner passen auf, dass niemand sein Geld zurückverlangt.

Verwandt und in der Spielanlage gleichartig ist das ebenfalls betrügerische Hütchenspiel.

## Das Spiel in der Kunst und in den Medien
Kümmelblättchen taucht u. a. in Karl Mays Erzählung Der Kanada-Bill in Kapitän Kaiman. Erzählungen aus dem Wilden Westen (Gesammelte Werke, Bd. 19) auf: 
„Habt Ihr auch von dem Spiel gehört, welches man da drüben ‚Kümmelblättchen‘ nennt, Master Hammer?“ fragte Jones. „Nein.“ „Hier im Lande heißt es ‚three card monte‘ und ist das schönste Spiel, welches es gibt.“
Von Fritz Paulsen stammt das Gemälde Kümmelblättchen und Berliner Bauernfänger (1874).
In der Serie Der Prinz von Bel-Air bringt Lady Penelope, die in der Folge "Lady auf Abwegen" (Staffel 01, Folge 20) mit ihrem Vater Lord Fowler für einen Abend bei der Banks-Familie zu Gast ist, einige junge Männer in einer Bar dazu, mit ihr Kümmelblättchen zu spielen, und gewinnt etwas Geld.
Im Film Das Krokodil und sein Nilpferd mit Bud Spencer und Terence Hill ist das hier „Finde die Dame“ genannte Spiel ein wiederkehrendes Element.